# Al-Dżumajla
Al-Dżumajla (arab. الجميلة) – wieś w Syrii, w muhafazie muhafazie Aleppo. W 2004 roku liczyła 28 mieszkańców.